# Tavija
Tavija är ett samhälle i Bosnien och Hercegovina.   Det ligger i entiteten Republika Srpska, i den nordvästra delen av landet, 210 km nordväst om huvudstaden Sarajevo. Tavija ligger 132 meter över havet och antalet invånare är 733.
Terrängen runt Tavija är kuperad åt sydväst, men åt nordost är den platt. Tavija ligger nere i en dal. Närmaste större samhälle är Kostajnica, 2,1 km nordväst om Tavija. 
Omgivningarna runt Tavija är en mosaik av jordbruksmark och naturlig växtlighet. Runt Tavija är det ganska tätbefolkat, med 67 invånare per kvadratkilometer.